# TV조선 외화시리즈
TV조선 외화시리즈는 대한민국의 종합편성채널인 TV CHOSUN를 통해 수입 해외 텔레비전 드라마를 방영한다.

## 작품 리스트

### 2018년
- 《인사이더》 : 2018년

### 2019년
- 《김씨네 편의점》 : 2019년 1월 ~ 2019년 5월
- 《지정생존자》 : 2019년 6월 23일 ~ 2019년 8월

## 같이 보기
- TV조선